# Nu gaze
Nu gaze (también llamado newgaze) se refiere a una forma de rock alternativo que se originó en la década de 2000 y que está directamente influenciado principalmente por la escena del shoegaze británico de finales de los 80 y principios de los 90. Un interés renovado en el shoegaze se produjo a principios de la década de 2000 cuando bandas como Maps, My Vitriol y Silversun Pickups surgieron por primera vez a ambos lados del Atlántico. El origen del apodo «nu gaze» ha sido atribuido a una entrevista en 2001 con el líder de My Vitriol, Som Wardner, en la que negó que su banda fuera shoegaze, a lo que dijo humorísticamente: «Supongo que podría llamarnos nu gaze».
Según un artículo de The Oxford Student, la música del género presenta «riffs de zumbido, voces apagadas y guitarra rebelde o sintetizadores distorsionados y desordenados». El estilo de la música se basa en el uso de diversos efectos, como bucles, pedales de efectos y sintetizadores para distorsionar la música. El renacimiento del shoegaze se inspira mucho en el shoegaze pero incorpora sintetizadores más modernos y pistas de batería.
La banda estadounidense de guitarra ambiental Hammock, es notable por su característico rock ambiental que combina elementos de shoegaze y música ambiental. Su álbum de 2016, Everything and Nothing, ejemplifica mejor su sonido nu gaze. El álbum Goodbye (2007) de Ulrich Schnauss demuestra la influencia de la música tecno y ambiental en el género nu gaze. Ulrich colabora y actúa con numerosos artistas como Tangerine Dream y The Engineers. La banda islandesa Sigur Ros demuestra más tendencias de rock ambiental y alternativo.

## Ejemplos de música Nugaze
- El álbum Finelines (2001) de My Vitriol, ha sido citado como el primer álbum de género nu gaze[5]
- La canción «Panic Switch» de Silversun Pickups, es considerada de género nu gaze[6]